# Eteocarpatios
Los eteocarpatios eran los pertenecientes a una antigua tribu de la isla de Cárpatos. 
Los eteocarpatios pertenecieron a la Liga de Delos puesto que aparecen varias veces en los registros de tributos a Atenas, siendo el del año 415/4 a. C. el último donde se citan. En otra inscripción de un decreto honorífico ateniense que se ha fechado entre 445 y 430 a. C. se declara la constitución de un koinón autónomo de los eteocarpatios. Probablemente los eteocarpatios estaban organizados políticamente de forma semiindependiente pero se desconoce si habitaban una ciudad distinta de las otras de la isla de Cárpatos. Dado que está atestiguada la presencia de minoicos y micénicos en Cárpatos, se ha sugerido que los eteocarpatios pueden haber sido el sector de la población de la isla que se consideraban descendientes de esos primitivos habitantes.